# Adolf Fryderyk z Meklemburgii-Schwerinu
Adolf Fryderyk Albrecht Henryk von Mecklenburg-Schwerin (German: Adolf Friedrich Albrecht Heinrich, Herzog zu Mecklenburg; 10 października 1873 w Schwerinie – 5 sierpnia 1969 w Eutin) – książę Meklemburgii-Schwerinu, arystokrata niemiecki, gubernator Togolandu.

## Życie
Adolf Fryderyk był drugim synem z trzeciego małżeństwa wielkiego księcia Fryderyka Franciszka II i jego żony wielkiej księżnej Marii, z domu von Schwarzburg-Rudolstadt. Był też przyrodnim bratem księcia Fryderyka Franciszka, późniejszego kolejnego wielkiego księcia Fryderyka Franciszka III.
24 kwietnia 1917 roku w Gerze ożenił się z Wiktorią Feodorą (ur. 21 kwietnia 1889, zm. 18 grudnia 1918), córką Henryka XXVII, księcia Reuss, regenta Księstwa Reuss-Greiz i księżnej Elizy Hohenlohe-Langenburg. Jego pierwsza żona zmarła dzień po urodzeniu córki Wojsławy. 15 października 1924 jego drugą żoną została Elżbieta zu Stolberg-Rossla (ur. 23 czerwca 1885 –zm. 16 października 1969), wdowa po jego przyrodnim bracie Janie Albrechcie. Drugie małżeństwo księcia było bezdzietne.

## Nagrody, odznaczenia
- Doctor honoris causa Uniwersytetu w Rostocku